# Hit - la canción
Hit - la canción fue un concurso de talentos español producido por Europroducciones para Televisión Española. Este formato se centraba en compositores no muy conocidos que mostraban sus canciones a cantantes establecidos. Los cantantes competían luego entre ellos para encontrar la canción que podían convertir en un éxito comercial. El programa se emitió entre el 2 de enero y el 10 de febrero de 2015, y estaba presentado por Jaime Cantizano. Según declaraciones de José Ramón Díez, director de TVE, se estudió utilizar el formato para elegir la representación española en el Festival de la Canción de Eurovisión 2015, aunque finalmente no fue así. Hit - la canción es la adaptación española del formato irlandés The Hit.
Sergio Dalma, Vanesa Martín, Pastora Soler, Melendi, Rosa López, Auryn, Marta Sánchez, Antonio Carmona, Mojinos Escozíos y David Bustamante fueron los diez cantantes conocidos que participaron en el programa. Finalmente, la canción vencedora del programa fue «Me da igual» de Rosa López.

## Formato original
Para cada gala, ocho compositores seleccionados presentan sus canciones a dos cantantes establecidos en unas salas de presentación. Los dos cantantes entran en cada sala y escuchan la canción. Al salir de la sala, los cantantes pueden asegurar su elección o dejar la elección abierta. Cada cantante debe seleccionar dos canciones. 
El cantante se reúne con ambos compositores y discute posibles cambios a las canciones para acercarlas a su estilo. El cantante produce una de las canciones para su lanzamiento comercial y su elección se hace pública al interpretar la canción en la gala en directo. 
Los dos cantantes entran en ese momento en una batalla de ventas al ponerse las dos canciones a la venta mediante descarga digital. La canción más descargada se clasifica para la gran final, donde las canciones se interpretan de nuevo para elegir la ganadora.

## Audiencias
| Programa | Artistas invitados                         | Participantes                                                  | Hit elegido                                       | Fecha de emisión      | Audiencia         |
| -------- | ------------------------------------------ | -------------------------------------------------------------- | ------------------------------------------------- | --------------------- | ----------------- |
| 1        | Sergio Dalma Vanesa Martín                 | Luis Ramiro Danae Segovia                                      | «Atrévete» «Un minuto más»                        | 2 de enero de 2015    | 1 457 000 (8,0 %) |
| 2        | Pastora Soler Melendi                      | Virginia Mos Pedro Sosa                                        | «Un ratito más» «Más allá de nuestros recuerdos»  | 10 de enero de 2015   | 1 375 000 (7,6 %) |
| 3        | Rosa López Auryn                           | Alfonso Bravo y David Barral Manuel Dopico y Paula Díaz        | «Me da igual» «Tic tac»                           | 17 de enero de 2015   | 1 150 000 (6,3 %) |
| 4        | Marta Sánchez Antonio Carmona              | Seila Álvarez 'Seilaesencia' Rocío Santos Moreno               | «Duermes mientras yo escribo» «Puertas por abrir» | 24 de enero de 2015   | 979 000 (5,4 %)   |
| 5        | David Bustamante Mojinos Escozíos          | Juan Mari Montes y Pancho Delgado María Ávila y Adriano Lozano | «Tus manos» «Caroline»                            | 31 de enero de 2015   | 976 000 (8,7%)    |
| Final    | Todos los artistas de las galas anteriores | Todos los participantes de las galas anteriores                | «Me da igual» (Ganadora)                          | 10 de febrero de 2015 | 1 052 000 (6,0%)  |

## Adaptaciones internacionales
Hit - la canción es la adaptación española del concurso irlandés The Hit que emite RTÉ One desde 2013. El formato se ha vendido también a Alemania, China, Finlandia, Noruega, Países Bajos, Rusia y Ucrania. 
| País         | Título           | Presentadores | Temporadas y ganadores | Canal de TV | Estreno                 |
| ------------ | ---------------- | --- | --- | ----------- | ----------------------- |
| Alemania     | TBA              | TBA | |             |                         |
| China        | TBA              | TBA | |             |                         |
| España       | Hit - la canción | Jaime Cantizano | - Temporada 1, 2015: "Me da igual" (Artista: Rosa López, Compositores: Alfonso Bravo y David Barral)                                                                                          | La 1        | 2 de enero de 2015      |
| Irlanda      | The Hit          | Aidan Power Nicky Byrne Laura Whitmore (gala piloto)                                                                           | - Temporada 1, 2013: "The Last Great Love Song" (Artista: Finbar Furey, Compositor: Gerry Fleming) - Temporada 2, 2015: Próximamente                                                          | RTÉ One     | 26 de julio de 2013     |
| Finlandia    | TBA              | TBA | |             |                         |
| Noruega      | The Hit          | Marte Stokstad | - Temporada 1, 2014: "The Story of Love" (Artista: Trine Rein, Compositor: Geir Arne Hansen)                                                                                                  | NRK1        | 5 de septiembre de 2014 |
| Países Bajos | The Hit          | Dennis Weening Ruud Feltkamp (backstage)                                                                                       | - Temporada 1, 2014: "Where Do We Go" (Artista: Chuckie feat. Dewi, Compositor: Robert D Fisher & Dick Kok)                                                                                   | RTL 5       | 24 de febrero de 2014   |
| Rusia        | Хит              | Alexander Anatolievich (Temporada 2) Ivan Chuikov (Temporada 2) Margarita Mitrofanova (Temporada 1) Yuri Askarov (Temporada 1) | - Temporada 1, 2013: "V samoe serdtse" (Artista: Serguéi Lázarev, Compositor: Alexander Penkin) - Temporada 2, 2014: "Davai so mnoy za zvezdami" (Artista:Natali, Compositor: Alisa Bushueva) | Rossiya 1   | 6 de septiembre de 2013 |
| Ucrania      | TBA              | TBA | |             |                         |